# 日通工エレクトロニクス
日通工エレクトロニクス株式会社（にっつうこうエレクトロニクス）は、長野県須坂市に本社を構える電子部品のフィルムコンデンサを主に開発、製造、販売している企業である。

釜屋電機の傘下であり、同じく傘下企業である双信電機株式会社、松尾電機株式会社と共に、Walsin（中国語: 華新麗華）グループが展開しているPSA(PASSIVE SYSTEM ALLIANCE)の一員である。

## 沿革
日通工の沿革はNECプラットフォームズの沿革を参照。
- 1969年 - 日特電機(株)を吸収合併し信越日通工として創業
- 1999年 - 日通工エレクトロニクスへ社名変更
- 1999年4月1日 - 日通工（現NECプラットフォームズ）の電子コンポーネント事業との統合により新会社 日通工エレクトロニクスを設立
- 2001年 - 台湾 Walsin（中国語: 華新麗華）からの資本を受け入れて子会社となる
- 2007年 - Walsinが釜屋電機へ株式譲渡

## 主な製品
- フィルムコンデンサ[3]

## 拠点
- 本社 - 長野県須坂市
- 東京営業所 - 東京都港区

## 資本関係
- 釜屋電機株式会社 - 株式70%を保有する親会社[4]
- 台湾 Walsin（中国語: 華新麗華） - 釜屋電機の株式100%を実質的に保有する会社